# کریس گوس
کریس گاس (انگلیسی: Chris Goss؛ زادهٔ ۱۷ اوت ۱۹۵۸) یک موسیقی‌دان اهل آمریکا است.